# Kunsthal Rotterdam

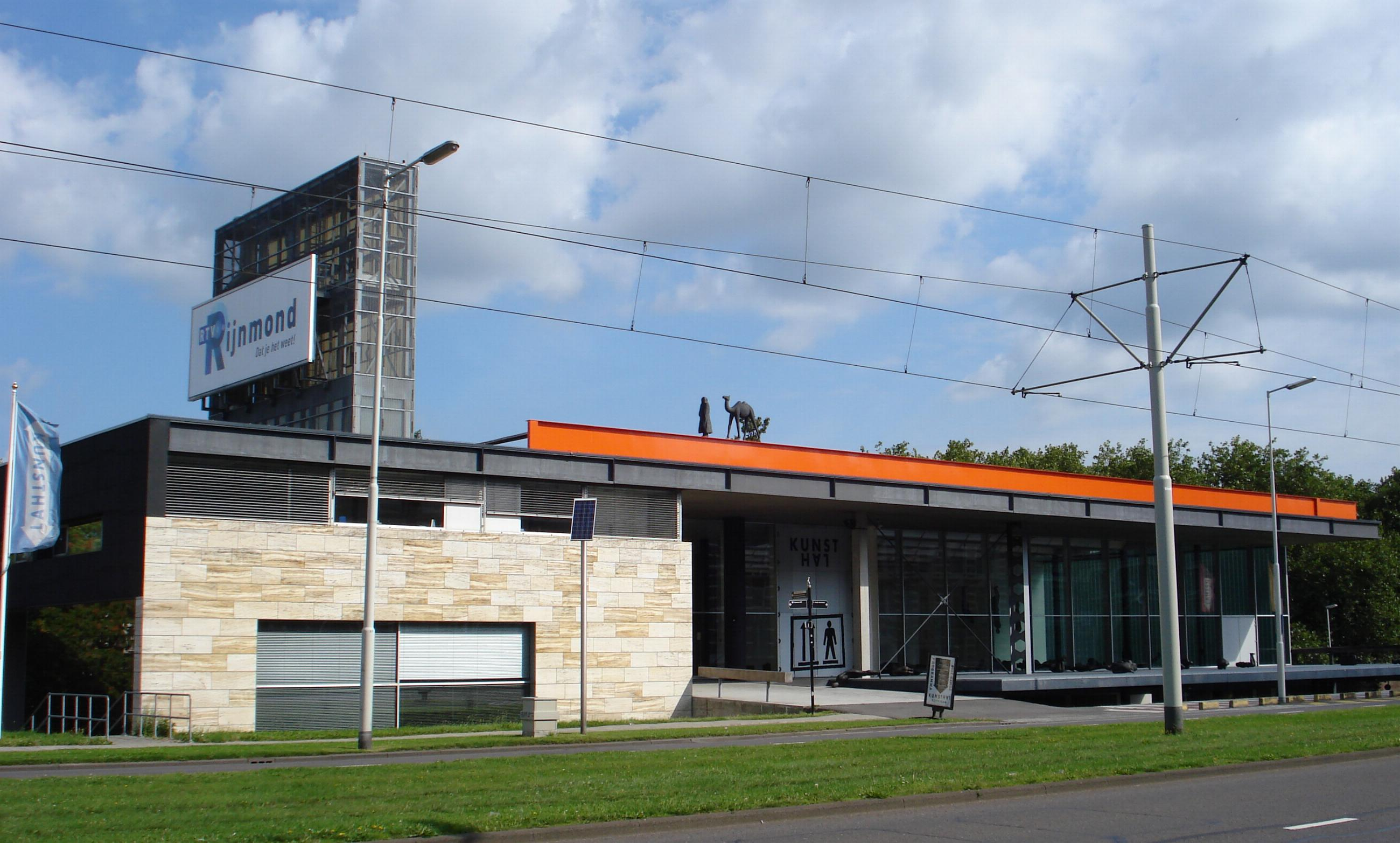
Südansicht (Front/Straßenseite)

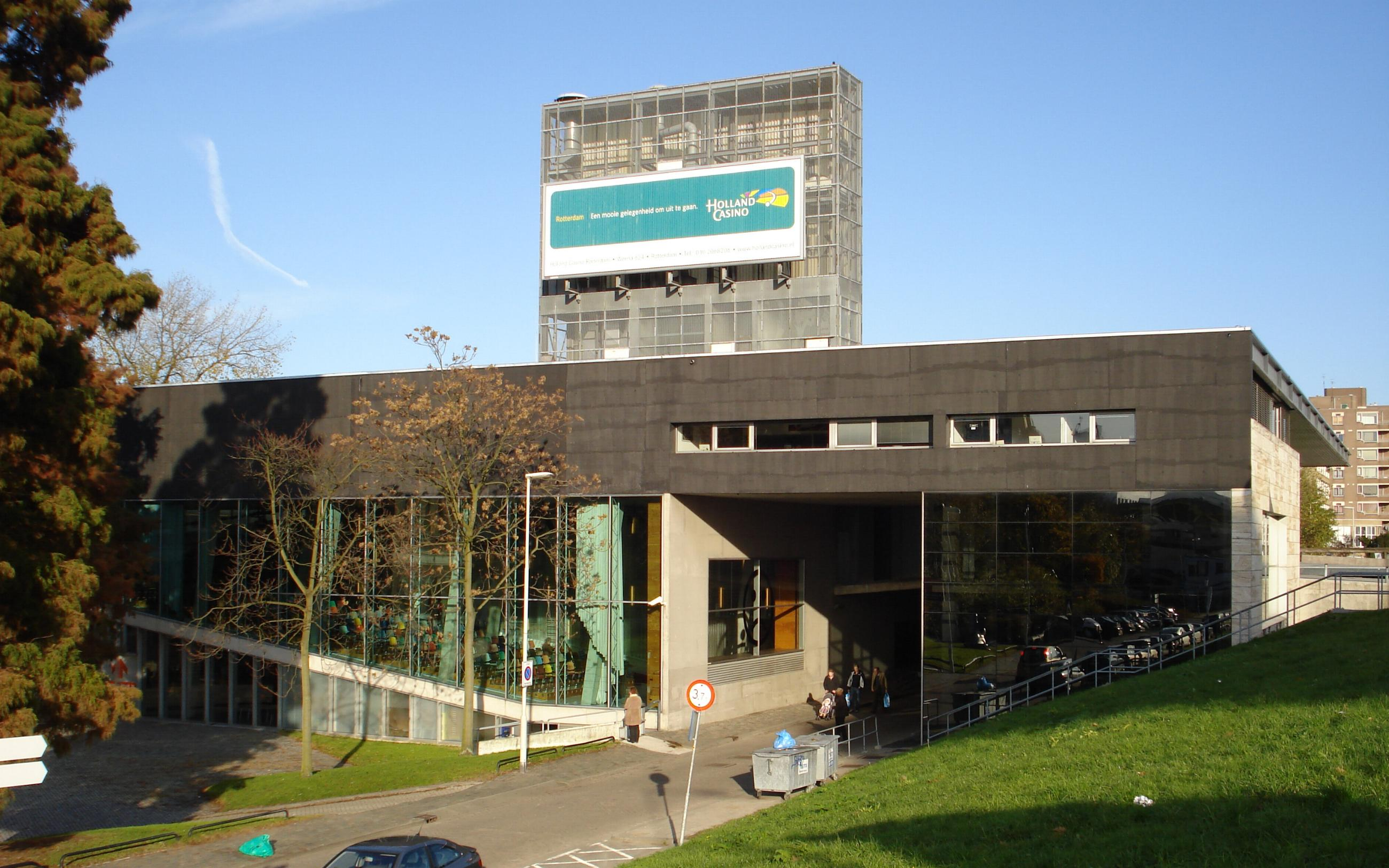
Westansicht (Seite)

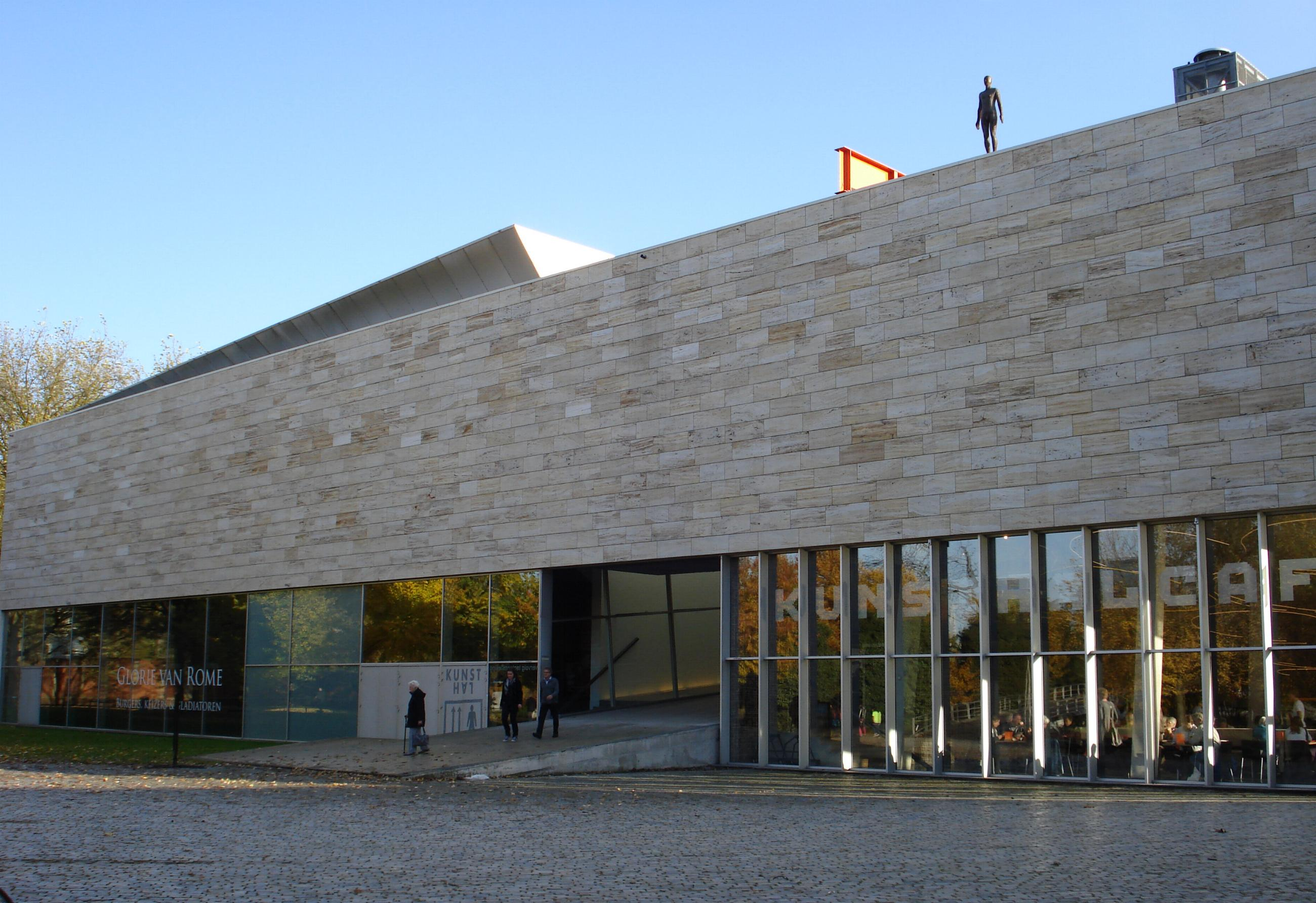
Nordansicht (Rückseite/Zugang vom Park)

Die Kunsthal Rotterdam ist eine Kunsthalle ohne eigene Sammlung in Rotterdam. Sie veranstaltet jährlich etwa 25 Wechselausstellungen. Bei der Ausstellungsplanung berücksichtigt werden die unterschiedlichsten Aspekte der Bildenden, Darstellenden und Angewandten Kunst sowie weitere kulturelle Themenkreise, wie beispielsweise Meisterwerke des Impressionismus, Geschichte und Design der Dessous, Leonardo da Vinci, Kultur der Blackfoot-Indianer, Orientalische Schmuckkunst oder Pop Art.

## Das Gebäude
Die Kunsthal wurde 1992 vom Rotterdamer Architekturbüro Office for Metropolitan Architecture (OMA) geplant, der Entwurf stammt von den Architekten Rem Koolhaas und Fumi Hoshino. Das Gebäude ist Teil des Museumsparks, in der Nachbarschaft befinden sich das Museum Boijmans Van Beuningen und das Nederlands Architectuurinstituut.
Die 3300 m² Ausstellungsfläche verteilen sich auf drei große Ausstellungshallen und zwei kleinere Galerien. Daneben beherbergt das Gebäude ein Auditorium und ein Restaurant.

## Kunstraub im Jahr 2012
In der Nacht vom 15. auf den 16. Oktober 2012 wurden aus der Kunsthalle sieben Gemälde von Lucian Freud (Woman with Eyes Closed, 2002), Paul Gauguin (Femme devant une fenêtre ouverte, dite la Fiancée, 1888), Jacob Meijer de Haan (Autoportrait, zwischen 1889 und 1891), Henri Matisse (La Liseuse en Blanc et Jaune, 1919), Claude Monet (Charing Cross Bridge, London und Waterloo Bridge, London, jeweils 1901) und Pablo Picasso (Tête d’Arlequin, 1971) entwendet. Sie gehören zur sogenannten Triton-Sammlung, einer Privatsammlung des Rotterdamer Geschäftsmanns Willem Cordia (1940–2011). Die Bilder waren für die am 7. Oktober 2012 eröffnete Sonderausstellung Avant-gardes ausgeliehen worden, die im Rahmen des 20-jährigen Jubiläums zum Bestehen der Kunsthalle begangen wurde. Wie am 17. Juli 2013 bekannt wurde, sind offenbar alle Gemälde von der Mutter des Hauptverdächtigen rumänischen Räubers Radu Dogaru aus Angst vor Entdeckung und um ihren Sohn zu schützen, verbrannt worden. Die Diebesbande hatte zuvor vergeblich versucht die Gemälde zu veräußern. Über den Marktwert der Bilder kursieren in Fachkreisen und Medien Schätzungen zwischen 50 und 100 Millionen Euro, wie das Art-Loss-Register zitiert wird. Andere Angaben reichen bis zu 310 Millionen Euro. Der nachweisbare Versicherungswert betrug 18,1 Millionen Euro, er wurde im Februar 2013 von einem Konsortium bei Lloyd’s of London ausgezahlt.

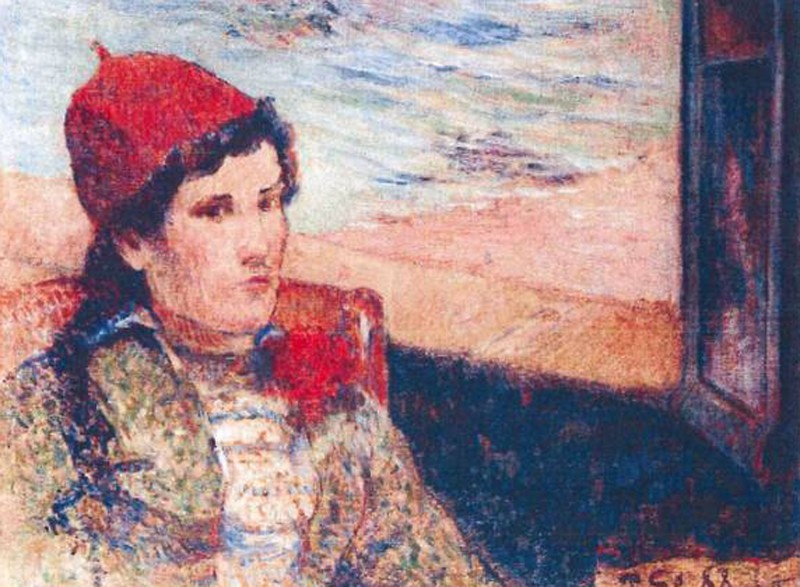
Paul Gauguin: Femme devant une fenêtre ouverte, dite la Fiancée, 1888
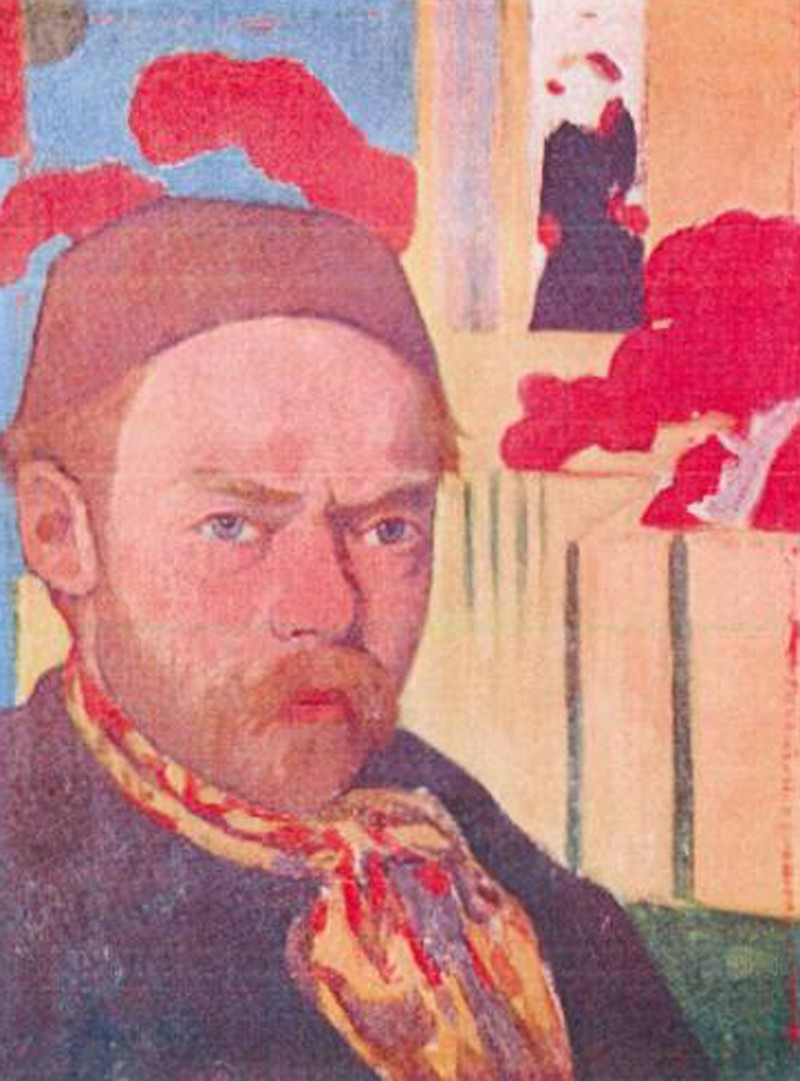
Jacob Meijer de Haan: Selbstporträt, ca. 1889–91
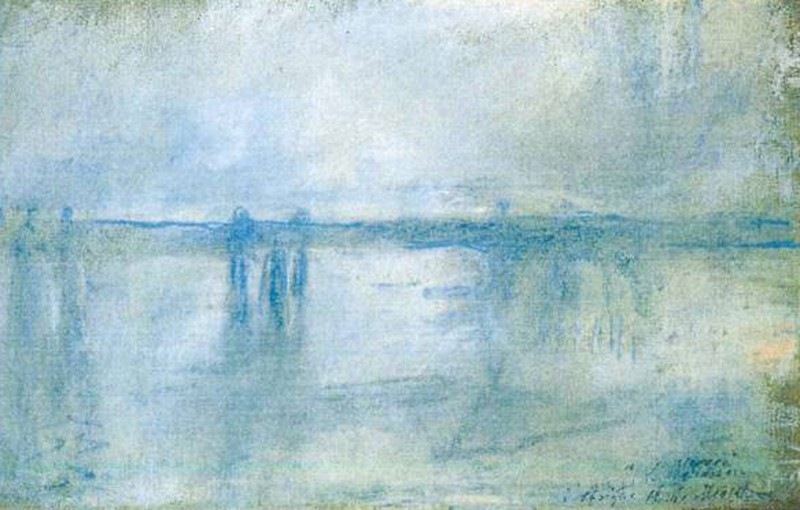
Claude Monet: Charing Cross Bridge, London, 1901
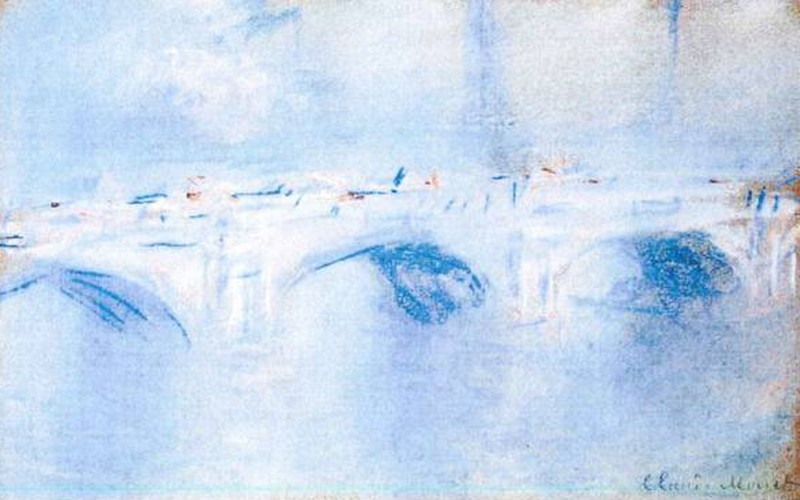
Claude Monet: Waterloo Bridge, London, 1901